# Interlisp
Interlisp（大文字/小文字の組み合わせは様々見られる）は、プログラミング言語LISPの一種を中心としたプログラミング環境。1967年、Bolt, Beranek and Newman (BBN) でPDP-10（OSはTENEX）上の BBN LISP として開発開始されたものである。Danny Bobrow、Warren Teitelman、Ronald Kaplan がBBNからパロアルト研究所に移った際に、それを Interlisp と改称した。Interlispはスタンフォード大学を中心とするDARPAコミュニティの人工知能研究者らに広まっていった。Interlisp で特筆すべきは、プログラミング環境に対話型開発ツールを統合したことであり、デバッガ、簡単な間違いを自動訂正するツール（DWIM - "do what I mean"）、解析ツールなどが統合されていた。

## 適応
パロアルト研究所では移植性を高めるため、"Interlisp virtual machine" と呼ばれる仮想機械が定義された。しかし、これは移植の基盤としては便利ではなかった。
Peter Deutsch はInterlispのためのバイトコード型命令セットを定義し、Xerox Alto にてマイクロプログラム方式のエミュレータとして実装。その後一連のワークステーションに移植され、Xerox 1108 や 1186 といった商用LISPマシンに採用されパロアルト研究所内でも使用された。それらの実装はまとめて Interlisp-D と呼ばれている。後期の製品は、ANSI規格の Common Lisp の処理系 Xerox Common Lisp を搭載している。Interlisp-D のオブジェクト指向プログラミング機能 LOOPS は、シンボリックスのFlavorsと共に Common Lisp Object System の元になった。
PDP-10版Interlispは Interlisp-10 と呼ばれるようになり、BBNではLISPマシン Jericho 向けの Interlisp-Jericho も開発された（製品化せず）。1982年、スタンフォード大学の情報科学研究所 (ISI) とパロアルト研究所が共同でVAX上のBSDに移植し、Interlisp-VAX と呼んだ。
1981年、パロアルト研究所の Warren Teitelman と Larry Masinter が IEEE Computer 誌にInterlispの概要と設計哲学についての記事を発表している。
1985年から87年にかけて、富士ゼロックス（現:富士フイルムビジネスイノベーション）がバイトコード・インタプリタのC言語による実装を開発し、サニーベールの Xerox AI Systems (XAIS) と共同でサン・マイクロシステムズの SPARC 4 アーキテクチャ上にその環境とエミュレータを移植した。同年、ゼロックス社の中でも赤字部門だった XAIS はスピンオフされ Envos 社となったが、すぐに倒産した。
1992年、ACM ソフトウェアシステム賞が Interlisp の先駆的功績に対して与えられた。受賞者は、Daniel G. Bobrow、Richard R. Burton、L. Peter Deutsch、Ronald M. Kaplan、Larry Masinter、Warren Teitelman。

## 関連文献
- Warren Teitelman et al., Interlisp Reference Manual (Xerox tech report, 1974)
- J Strother Moore, The Interlisp Virtual Machine Specification (Xerox tech report, 1976)
- L Peter Deutsch, A LISP Machine with Very Compact Programs (Third Joint Conference on Artificial Intelligence, 1973).
- Kaisler, S. H. 1986 Interlisp: the Language and its Usage. Wiley-Interscience.